# Stamnstjärnen
Stamnstjärnen är en sjö i Älvdalens kommun i Dalarna och ingår i Dalälvens huvudavrinningsområde. Sjön har en area på 0,0511 kvadratkilometer och ligger 476,2 meter över havet. Sjön avvattnas av vattendraget Bliksån.

## Delavrinningsområde
Stamnstjärnen ingår i det delavrinningsområde (681106-138243) som SMHI kallar för Mynnar i Kälkån. Medelhöjden är 501 meter över havet och ytan är 17,61 kvadratkilometer. Räknas de 3 avrinningsområdena uppströms in blir den ackumulerade arean 36,7 kvadratkilometer. Bliksån som avvattnar avrinningsområdet har biflödesordning 4, vilket innebär att vattnet flödar genom totalt 4 vattendrag innan det når havet efter 390 kilometer. Avrinningsområdet består mestadels av skog (82 procent). Avrinningsområdet har 0,1 kvadratkilometer vattenytor vilket ger det en sjöprocent på 0,6 procent.